# Crăciunul la Castel
Crăciunul la Castel (titlu original A Princess for Christmas, cunoscut în Marea Britanie ca A Christmas Princess și, anterior, în Canada ca  A Princess for Castlebury sau Christmas at Castlebury Hall) este un film de Crăciun de comedie de familie american din 2011 regizat de Michael Damian după un scenariu de Janeen Damian și Michael Damian. În rolurile principale joacă actorii Roger Moore, Katie McGrath și Sam Heughan.

## Prezentare
Jules Daly este o tânără americancă care după moartea surorii sale are grijă de cei doi nepoți ai săi, Maddie și Milo. Jules încearcă din greu, dar rolul de tânără mamă o pune în mare dificultate. Având 13 ani, pubertatea lui Milo își lasă amprenta: este nepoliticos și odată plecat la cumpărături "uita" sa plătească. Având doar 7 ani, Maddie are nevoie de supraveghere permanentă.
Pentru a se agrava situația, chiar înainte de Crăciun, Jules, care se pricepea să repare lucruri vechi, este concediată. Mașina i se strică, cardul de credit este aproape gol și Crăciunul pare că va fi destul de trist. Însă, ca într-un basm, la ușă sună un om care spune că este majordomul Ducelui de Castleberry -socrul surorii sale decedate,și Jules împreună cu nepoții ei sunt rugați să viziteze castelul din Castleberry, o localitate fictivă din Europa. Soțul surorii sale, decedat și el în același accident,  s-a căsătorit cu o fată care nu avea niciun titlu și niciun statut social împotriva voinței tatălui său. Însă, după moartea acestora,bunicul a avut mustrări de conștiință, și a decis în cele din urmă că este timpul să se întâlnească cu nepoții săi. De aceea cei trei, Jules și copii, au fost invitați să-și petreacă sărbătorile de Crăciun în castelul din Castleberry. Jules nu are nici cea mai mică dorință de a se întâlni cu o rudă necunoscută care nu a vrut să aibă de-a face cu ei până în acest moment. Știind însă că dorința copiilor este alta, trece peste mândria ei și se duc la castel.
Majordomul îi conduce într-un castel medieval, cu nenumărate camere elegante și cu un personal foarte bine instruit. Cei trei oaspeți sunt întâmpinați de către fiul mai mic al ducelui - Ashton, tânărul prinț de Castleberry. Jules se va îndrăgosti de el în curând, dar el este într-o relație sentimentală cu Lady Arabella.
Jules observă că în castel este numai tristețe și monotonie și că nu există nicio decorațiune de Crăciun. Ea cumpără un brad de Crăciun,il orneaza și îl înduplecă pe bătrânul duce să organizeze un bal de Crăciun. În timp ce repară un ceas vechi, Jules aude o discuție între Ducele Edward și fiul său, Ashton. Cei doi discută despre o femeie fără statut social pe care tanarul vrea s-o invite la bal, iar Jules crede că este vorba despre ea. Între timp servitorii îi strică rochia de bal. Jules se hotărăște să plece acasă, dar este întoarsă din drum de servitori, care îi cumpăraseră altă rochie de la Viena.
Arabella îi mărturisește lui Ashton că dacă era grădinar nici nu se uita la el așa că se hotorăște să se despartă de el. Ashton se îndrăgostește de Jules și filmul se termină cu o nuntă de poveste în care Jules află că ei vor fi moștenitorii tronului.

## Distribuție
- Katie McGrath ca Jules Daly, mătușa lui Maddie și Milo
- Leilah de Meza ca Maddie Huntington
- Travis Turner ca Milo Huntington
- Roger Moore ca Edward, Duce de Castlebury
- Sam Heughan ca Ashton Prinț de Castlebury, fiul lui Edward
- Charlotte Salt ca Lady Arabella Marchand de Belmont, iubita lui Ashton
- Miles Richardson ca Paisley Winterbottom
- Christina 'Kiki' Tholstrup ca Invitată la balul de Crăciun
- Mădălina Anea ca Abigail
- Oxana Moravec ca Dna. Birch
- Constantin Florescu ca Preot
- Florin Busuioc ca Duce de Belmont, tatăl Arabellei
- Răzvan Oprea ca Lord Thomas Belmont, fratele Arabellei
- Alin Olteanu ca Floyd
- Alex Purj ca Instructor de chitară

## Producție
În august 2008, scenaristul și regizorul Michael Damian a spus reporterilor de la OK Magazine că "lucrează la un scenariu denumit Christmas At Castlebury Hall".
Filmările au avut loc la Castelul Peleș, Castelul Știrbei și Palatul Bragadiru și în studiourile MediaPro, București, România în februarie-martie 2011. Director de imagine al filmului este Viorel Sergovici.
 La 16 iulie, Michael Damian anunța noul nume al filmului: A Princess for Christmas.